# Королевство Сицилия
Короле́вство Сици́лия (лат. Regnum Siciliae, итал. Regno di Sicilia, сиц. Regnu di Sicilia) — государство, существовавшее на юге современной Италии с 1130 по 1816 год. Включало собственно остров Сицилию, а также, в разное время, Южную Италию с Неаполем и, до 1530 года, Мальту. До 1282 года называлось Королевство Апулии и Сицилии, после 1302 года — Королевство Тринакрия. В определённые периоды истории принадлежало испанским королям и императорам Священной Римской империи. В 1816 году было объединено с Неаполитанским королевством в Королевство Обеих Сицилий. В 1861 году Королевство Обеих Сицилий вошло в состав объединённой Италии.

## Королевство нормандцев
Нормандцы вторглись на Сицилию в 1061 году и разгромили арабов в битвах при Энне (1061), Черами (1064) и Мисилмери (1068). Затем нормандцы около двадцати лет покоряли остров и к 1090 году уже полностью контролировали его территорию.
В 1127 году умер герцог Апулии нормандского происхождения Вильгельм II. Сицилия, Апулия и Калабрия объединились под властью его кузена, графа Сицилии Рожера II. Рожер поддержал антипапу Анаклета II и был коронован последним как король Сицилии на Рождество 1130 года. Последующие десять лет Рожер был занят отражением нападений извне и подавлением мятежей графов Бари, Капуи, Алифе и Неаполя.
В 1139 году по Миньянскому договору папа Иннокентий II, потерпев ряд поражений в войне с норманнами, вынужден был признать Рожера королём. Адмирал Рожера, Георгий Антиохийский, завоевал Махдию в Ифрикии (Северная Африка), в результате чего Рожер получил неофициальный титул «Короля Африки». Флот Рожера нанёс также несколько существенных поражений Византии, сделав Сицилию почти на сто лет ведущей морской державой в Средиземноморье.
Сын и наследник Рожера, Вильгельм I Злой, названный так за подавление мятежей баронов, которым, возможно, сочувствовали авторы хроник, умер в 1166 году от дизентерии, оставив на троне малолетнего сына. Было учреждено регентство, страну охватили распри, едва не погубившие династию, и длившиеся до начала самостоятельного правления юного короля Вильгельма II Доброго, дальнейшее царствование которого было отмечено миром и благополучием. Когда он умер в 1189 году, наследников не осталось, и королевство вновь погрузилось в хаос.
В 1190 году трон захватил Танкред из Лечче, затем восстал родственник последнего, Рожер ди Андрия, а потом вмешался германский император Генрих VI Гогенштауфен, женатый на Констанции, дочери Рожера II Отвиля. Победили Генрих VI и Констанция, и королевство в 1194 году перешло к немецким императорам из династии Гогенштауфенов.

## Власть Гогенштауфенов
В 1197 году королём стал трехлетний сын Генриха VI, Фридрих. Его дядя и опекун Филипп Швабский назначил в 1198 году регентом Маркварда фон Анвайлера, маркграфа Анконы. Права Фридриха подтвердил и папа Иннокентий III, но этого оказалось недостаточно.
Вальтер III де Бриенн женился на дочери Танкреда де Личе, и в 1201 году предъявил свои претензии на сицилийский трон. В 1202 году войско Штауфенов, возглавляемое канцлером Вальтером Палеарийским и Дипольдом фон Фобургом, потерпело поражение от армии Вальтера де Бриенна. Регент Марквард был убит, а пятилетний король Фридрих попал к союзнику де Бриенна, Вильяму Каппаронскому. Тем не менее, Дипольд продолжал войну в материковой Италии до смерти Вальтера де Бриенна в 1205 году, после чего освободил Фридриха и передал его под защиту канцлера Вальтера Палеарийского в 1206 году.
В 1207 году произошла ссора между Дипольдом и Вальтером Палеарийским, в результате которой Дипольд сначала захватил королевский дворец, а затем был выбит оттуда Вальтером. На этом десятилетняя война за трон закончилась.
Фридрих II продолжил реформу законов, начатую ещё его дедом королем Рожером II. Результатом реформ в 1231 году стала Мельфийская конституция, известная под латинским названием Liber Augustalis, свод законов для его владений, который не только был существенным шагом вперёд для своего времени, но и служил долгие годы образцом свода законов в Европе. Королевство Сицилия стало первым европейским государством с сильной централизованной королевской властью, свободным от феодальных усобиц. Провозглашался примат письменного закона над феодальным обычаем. С небольшими модификациями, Liber Augustalis составлял основу сицилианского права до 1819 года.
Фридрих II также построил Кастель дель Монте и в 1224 году основал в Неаполе университет, один из первых в Европе, много столетий остававшийся единственным университетом в Южной Италии.
На протяжении своего долгого, полувекового царствования Фридрих II чувствовал себя более королём Сицилии, чем императором Священной Римской империи. Ему наследовал в 1250 году император Конрад IV, гораздо более занятый войнами в Германии, чем своим Сицилийским королевством. Он, впрочем, явился в Неаполь в 1253 году, взял город и вскоре после этого умер по дороге в Германию. Наследником в 1254 году стал его двухлетний сын Конрадин. Реально же всё это время Сицилией правил незаконный сын Фридриха II Манфред Сицилийский, который после распространения ложных слухов о смерти Конрадина в 1258 году объявил себя королём Сицилии.
Папа Климент IV не признал прав Манфреда на королевство и «передал» его брату короля Франции Людовика IX Карлу Анжуйскому, который и вступил на престол после гибели Манфреда в 1266 году. Пытавшийся вернуть королевство и собравший для этого наёмное войско Конрадин, после первоначальных успехов потерпел поражение под Тальякоццо, был взят в плен и казнён в Неаполе в 1268 году. Он был последним мужским представителем Гогенштауфенов.

## Карл Анжуйский и Сицилийская Вечерня
В 1266 году Сицилия оказалась под властью Карла I, графа Анжуйского. Карл рассматривал завоевание Сицилии как первый шаг на пути к завоеванию всего Средиземноморья и готовился к войне с византийским императором Михаилом VIII Палеологом. Налоги, собираемые в Сицилии, уходили французам. Недовольство властью французов, не заботившихся о стране, привело в 1282 году к восстанию, известному как Сицилийская вечерня, и последующей Войне Сицилийской вечерни. Одно из предположений состоит в том, что Сицилийская вечерня была организована при участии Михаила VIII и его союзника, короля Педро III Арагонского, зятя Манфреда, но оно не является общепринятым.
Восстание началось в вечерню перед пасхой, 29 марта 1282 года, в Церкви Святого Духа около Палермо. Точно течение событий неизвестно, но в любом случае сицилийцы уничтожили около церкви отряд французов. По одной версии, один из французских офицеров пытался вытащить из толпы женщину и был убит её мужем, по другой, весь отряд намеревался развлечься с женщинами. В течение следующих шести недель сицилийцы вырезали до 4000 французов на острове. Восставшие, понимая, что в одиночку против Карла Анжуйского им не выстоять, отправили гонцов к Педро III Арагонскому, предложив ему сицилийскую корону. Педро принял предложение и 30 августа 1282 года он во главе огромной армии высадился в Трапани, по пути в Палермо, где сицилийцы приветствовали его, и уже 4 сентября 1282 года он короновался в Палермо как король Сицилии. Карл I Анжуйский сохранил контроль только над югом материковой Италии с Неаполем.
В разгоревшейся войне между Карлом и Педро первоначальный успех оказался на стороне Педро. В сентябре — октябре 1282 года Педро взял под свой контроль всю Сицилию. Карл был вынужден снять осаду с Мессины и отправился на континент. При этом папа римский Мартин IV 18 ноября 1282 года объявил короля Педро отлучённым от церкви. В последующие месяцы сицилийский флот под командованием Руджеро ди Лауриа несколько раз разбивал неаполитанцев, а к февралю 1283 года Педро III занял значительную часть побережья Калабрии.
Карл I Анжуйский был вынужден покинуть Неаполь и отправиться в Прованс, чтобы собрать там новые флот и армию. Наместником Карла в Неаполе остался его старший сын и наследник Карл Салернский. Педро также был вынужден покинуть Сицилию и вернуться в Арагон, где столкнулся с невиданным доселе сопротивлением знати, оставив командовать армией своего второго сына Хайме.
В мае 1284 года папа Мартин IV объявил о низложении Педро III и предоставил арагонскую корону Карлу Валуа, второму сыну Филиппа III Французского. Поскольку Педро III не собирался подчиняться вердикту папы и не отказывался от арагонской и сицилийской корон, Мартин IV объявил против короля крестовый поход.
В июне 1284 года сицилийцы во главе с Руджеро де Лауриа притворным отступлением выманили неаполитанский флот из Салерно и наголову разбили его. Карл Салернский попал в плен и был спасён от казни только вмешательством Констанции, жены Педро. А 7 января 1285 года умер Карл I. Королём в Неаполе был провозглашен его сын Карл Салернский, находившийся в арагонском плену. В ноябре того же года умер Педро III. Королём Арагона стал старший сын Педро, Альфонсо III, королём Сицилии был провозглашён его второй сын, Хайме, коронованный в феврале 1286 года в Палермо.

## Правление Арагонской династии
Альфонсо III был готов отпустить Карла II из плена в обмен на признание прав Хайме на Сицилию и Калабрию. В итоге, Карл подписал в Каталонии договор, по которому согласился уступить Хайме Сицилию и выдать замуж за него одну из дочерей. Однако, новый папа римский, Гонорий IV, сменивший умершего Мартина IV, отказался утверждать договор и война возобновилась. Только после смерти папы в 1287 году при посредничестве короля Англии Эдуарда I удалось достигнуть соглашения в Олороне (Беарн), по которому Карлу II возвращали свободу в обмен на огромный выкуп, заложников и отречение от претензий на Сицилию. Однако, договор опять был сорван по вине короля Франции Филиппа IV, его поддержал и новый папа, Николай IV. Вскоре папа был вынужден инициировать мирные переговоры. В результате, в октябре 1288 года, опять таки при посредничестве Эдуарда I, был заключён договор в Канфранке, по которому Карл получал свободу на тех же условиях, что и по Олоронскому договору. Альфонсо Арагонский освободил Карла, однако папа нарушил условия соглашения и в мае 1289 года короновал Карла как короля Сицилии, что привело к возобновлению войны.
Карл II решил добиться мира с королём Арагона. В итоге, 19 мая 1290 года в Санлисе он заключил пакт с Карлом Валуа, по которому тот отказывался от претензий на Арагон в обмен на руку Маргариты, дочери Карла II, получив в приданое Анжу и Мэн, а 19 февраля 1291 года в Бриндизи был заключён мир между Альфонсо III Арагонским с одной стороны, Филиппом IV Французским и Карлом II Неаполитанским с другой. По этому договору Альфонсо отказывался от прав на Сицилию, оставив своего брата Хайме одного. Но 18 июня Альфонсо неожиданно умер, а Хайме, ставший королём Арагона, отказался признать договор в Бриндизи. Своим наместником в Сицилии он назначил брата Федериго.
Война возобновилась снова, но Хайме, который оказался в сложном положении, предложил уступить Сицилию за вознаграждение. Этому плану помешала смерть папы Николая. Только 12 июня 1295 года в Ананьи Хайме заключил мир с Карлом, по которому он отказался от прав на Сицилию в обмен на руку Бланки, дочери Карла II, за которой он получал большое приданое. Однако брат Хайме, Федериго, отказался подчиниться и 12 декабря был коронован как король Сицилии под именем Федериго II.
Война возобновилась и продолжалась ещё несколько лет, но Карлу II так и не удалось завоевать Сицилию. В итоге, 31 августа 1302 года был заключён Кальтабеллотский договор, по которому Карл признал королём Сицилии Федериго II, но только до его смерти. При этом папа Бонифаций VIII настоял на том, чтобы титул Федериго звучал как «король Тринакрии».
Однако пункт о возврате Сицилии Анжуйскому дому так и не был выполнен. В 1314 году Федериго назначил своего сына Педро наследником Сицилии, а в 1328 году сделал его своим соправителем.
После смерти Федериго королевская власть в Сицилии ослабла, ряд районов острова контролировался почти независимыми от центральной власти баронами, чем пытались воспользоваться короли Неаполя. Они не раз предпринимали попытки вернуть себе Сицилию, но успеха так и не добились. Наконец, в 1372 году в Аверсе был заключён мирный договор, по которому Сицилия безоговорочно закреплялась за потомками Федериго, однако устанавливался сюзеренитет королей Неаполя над королями Тринакрии, но из-за последовавших затем смут в Неаполитанском королевстве подчинение так и осталось формальным.
После угасания Сицилийской ветви Арагонской династии королевство оказалось присоединено к Арагону (1409 год). А в 1442 году к Арагону оказалось присоединено и Неаполитанское королевство.

## Габсбурги, Бурбоны и Савойская династия
После объединения Кастилии и Арагона в Испанию титул «Короля Сицилии» носил король Испании (сначала из испанской линии Габсбургов, с 1700 года — из испанской линии Бурбонов). С 1713 года, по итогам Утрехтского мира, Сицилия перешла Савойе.
В 1720 году Савойский дом обменял у представителей австрийской династии Габсбургов Сицилию на Сардинию. В 1735 году испанцы отвоевали Сицилию и Неаполь и таким образом она опять вернулась к Бурбонам.
В 1759 году король Испании Карл III передал Неаполитанское королевство (в состав которого входила и Сицилия) своему сыну Фердинанду.
В 1799 году Неаполитанское королевство было завоёвано Наполеоном, провозгласившим Партенопейскую республику. Фердинанд бежал на Сицилию под защиту английского флота. Под британским давлением королевство было возвращено Фердинанду, но будучи преобразованным в конституционную монархию. Был сформирован двухпалатный парламент, заседавший в Палермо и Неаполе.
В 1805 году Фердинанд примкнул к Третьей коалиции. После поражения русско-австрийской армии при Аустерлице и выхода Австрии из войны Фердинанд, не дожидаясь французских войск, вновь бежал на Сицилию под защиту английского флота. В 1806 году Наполеон своим декретом низложил в Неаполитанском королевстве династию Бурбонов и сделал королём Мюрата, однако власть последнего распространялась лишь на материковую часть королевства — на Сицилии продолжал править Фердинанд.
После Венского конгресса и поражения Наполеона под Ватерлоо, в мае 1815 года Фердинанд вновь стал королём Неаполитанского королевства. Для того, чтобы навсегда уничтожить память как о дарованной им конституции в Сицилии, так и о годах конституционной монархии Мюрата в Неаполе, Фердинанд объявил 8 декабря 1816 года об объединении двух королевств в единое государство — Королевство Обеих Сицилий.